# MYH11
La MYH11 est la protéine constituant la chaîne lourde de la myosine 11. Son gène est le MYH11 situé sur le chromosome 16 humain.

## En médecine
Une mutation du gène provoque un appauvrissement en cellules musculaires lisses de l'aorte avec dilatation de cette dernière et persistance du canal artériel.